# Ceivães e Badim
Ceivães e Badim (oficialmente: União das Freguesias de Ceivães e Badim)  é uma freguesia portuguesa do município de Monção, com 8,95 km² de área e 553 habitantes (censo de 2021). A sua densidade populacional é 61,8 hab./km².

## História
Foi criada aquando da reorganização administrativa de 2012/2013,  resultando da agregação das antigas freguesias de Ceivães e Badim.

## Demografia
A população registada nos censos foi:
| Distribuição da População por Grupos Etários | Distribuição da População por Grupos Etários | Distribuição da População por Grupos Etários | Distribuição da População por Grupos Etários | Distribuição da População por Grupos Etários | Distribuição da População por Grupos Etários |
| -------------------------------------------- | -------------------------------------------- | -------------------------------------------- | -------------------------------------------- | -------------------------------------------- | -------------------------------------------- |
| Antes da agregação                           |                                              |                                              |                                              |                                              |                                              |
| Ano                                          | 0-14 anos                                    | 15-24 anos                                   | 25-64 anos                                   | >= 65 anos                                   | Total                                        |
| 2001                                         | 77                                           | 98                                           | 388                                          | 236                                          | 799                                          |
| 2011                                         | 50                                           | 62                                           | 308                                          | 250                                          | 670                                          |
| Após a agregação                             |                                              |                                              |                                              |                                              |                                              |
| Ano                                          | 0-14 anos                                    | 15-24 anos                                   | 25-64 anos                                   | >= 65 anos                                   | Total                                        |
| 2021                                         | 38                                           | 29                                           | 253                                          | 233                                          | 553                                          |